# Macrospondylus
|  | Dieser Artikel wurde aufgrund von formalen oder inhaltlichen Mängeln in der Qualitätssicherung Biologie im Abschnitt „Paläontologie“ zur Verbesserung eingetragen. Dies geschieht, um die Qualität der Biologie-Artikel auf ein akzeptables Niveau zu bringen. Bitte hilf mit, diesen Artikel zu verbessern! Artikel, die nicht signifikant verbessert werden, können gegebenenfalls gelöscht werden. Lies dazu auch die näheren Informationen in den Mindestanforderungen an Biologie-Artikel. Begründung: Vollprogramm |

Macrospondylus ist eine Gattung von machimosauriden Thalattosuchianern aus dem frühen Jura (Toarcian) Europas.

## Morphologie
Macrospondylus hat einen longirostrinen Schädelzustand mit dorsalen Bahnen und dorsalen Nasenlöchern.

## Systematik
Die Typusart von Macrospondylus, M. bollensis, wurde ursprünglich von Jaeger (1828) Crocodylus bollensis genannt, später von von Meyer (1830) in Macrospondylus umbenannt. Mehrere Autoren (Lydekker 1888; Westphal 1961; Steel 1973) synonymisierten Macrospondylus mit Steneosaurus und schufen die neue Kombination S. bollensis. Jüngste kladistische Studien ergaben jedoch, dass Steneosaurus in Bezug auf Machimosaurus paraphyletisch ist, und Johnson et al. (2020) validierten Macrospondylus für S. bollensis erneut und stellten ihn als basal für andere Machimosauriden wieder her.

## Biologie
Johnson et al. (2020) betrachten Macrospondylus als ein generalistisches Raubtier, das in der Lage ist, verschiedene Arten von Organismen zu jagen.

## Referenzen
- Jaeger, G. F. 1828. Über die Fossile Reptilien, welche in Württemberg aufgefunden worden sind. Metzler, Stuttgart, 48 pp.
- von Meyer, H. (1830). von Oken, Isis (ed.). "Achte Versammlung der Naturforscher und Ärzte zu Heidelberg": 517–519
- Lydekker, R. (1888) Catalogue of the Fossil Reptilia and Amphibia in the British Museum: Part 1. Containing the Orders Ornithosauria, Crocodilia, Dinosauria, Squamata, Rhynchocephalia, and Proterosauria. British Museum; London: 1888. pp. 1–309
- Westphal (1961) Westphal F. Zur Systematik der deutschen und englischen Lias-Krokodilier. Neues Jahrbuch für Geologie und Paläontologie. 1961;113:207–218.
- Steel (1973) Steel R. Crocodylia. In: Kuhn O, editor. Encyclopedia of palaeoherpetology. Part 16. Gustav Fischer; Stuttgart: 1973. pp. 1–16
- Mueller-Töwe, I. J. (2005). Phylogenetic relationships of the Thalattosuchia. Zitteliana. A45: 211–213, doi:10.5282/ubm/epub.11958.
- Ősi A, Young MT, Galácz A, Rabi M. 2018. A new large-bodied thalattosuchian crocodyliform from the Lower Jurassic (Toarcian) of Hungary, with further evidence of the mosaic acquisition of marine adaptations in Metriorhynchoidea. PeerJ 6:e4668
- Johnson, Michela M.; Young, Mark T.; Brusatte, Stephen L. (2019). Re-description of two contemporaneous mesorostrine teleosauroids (Crocodylomorpha: Thalattosuchia) from the Bathonian of England and insights into the early evolution of Machimosaurini. Zoological Journal of the Linnean Society. in press. doi:10.1093/zoolinnean/zlz037.
- Johnson, Michela M.; Young, Mark T.; Brusatte, Stephen L. (2020). "The phylogenetics of Teleosauroidea (Crocodylomorpha, Thalattosuchia) and implications for their ecology and evolution". PeerJ. 8: e9808.